# Déraciné (GRAPEVINEのアルバム)
『déraciné』（デラシネ）は、GRAPEVINEの7枚目のアルバムである。2005年8月25日にポニーキャニオンより発売された。

## 解説
- 前作『Everyman,everywhere』から約9か月振り、フルアルバムでは『イデアの水槽』以来、約1年8か月振りのリリース。フルアルバムのリリース間隔としては、発売当時のGRAPEVINEのアルバムの中で最長であった[1]。
- タイトルは、フランス語で根無し草、転じて「故郷や祖国から切り離された人」という意味を持つ。
- 本作から長田進がプロデュース（10曲中4曲）を手がけている。
- 2025年現在、メンバー全員がそれぞれの作曲に関わった最後のアルバムだった。
- 先行シングルである「その未来/アダバナ」の2曲目である「アダバナ」は、本作には未収録となっている。
- 後に『From a smalltown』の発売日である2007年3月7日に低価格・限定盤として再発された。

## 収録曲
1. 13/0.9
作詞：田中和将/作曲：亀井亨
「死なない自信はあるのかと問われて」「この胸に火をつけろ」などの歌詞からも分かるように、喫煙者の肩身の狭さと煙草への愛を歌った曲である。
2. その未来
作詞：田中和将/作曲：亀井亨
17thシングル（両A面の1曲目）。今作の先行シングルとなった。
3. 少年
作詞/作曲：田中和将
4. VIRUS
作詞：田中和将/作曲：亀井亨
5. REW
作詞：田中和将/作曲：亀井亨
6. 放浪フリーク
作詞：田中和将/作曲：西川弘剛
後に18thシングルとしてシングルカットされた。
『Best of GRAPEVINE 1997-2012』ファン投票22位（中間結果20位）。
7. KINGDOM COME
作詞/作曲：田中和将
「その未来/アダバナ」の特典CD『Hot Men's Box II』の中で、曲の一部が収録されていた楽曲である。
8. それを魔法と呼ぶのなら
作詞：田中和将/作曲：亀井亨
9. GRAVEYARD
作詞：田中和将/作曲：亀井亨
ロバート・ジョンソンをモチーフにした曲であり、ツアー「ママとマスター」でもそう公言している。なお、歌詞中の「四つ角の悪魔に会う」とは「クロスロード伝説」のこと。
10. スカイライン
作詞/作曲：田中和将
カントリー風の楽曲であり、亀井も「曲自体がやったことがないテイストだったので、曲だけでもの凄い新鮮だった」と「ミュージックトマトJAPAN」のインタビューで発言している。
タイトルは日産のスポーツカーのことではない。アルバムのツアーファイナルにはつじあやのがコーラスとして参加した[2]。

- 編曲：GRAPEVINE（#4～8、10）、GRAPEVINE&長田進（#1～3、9）